# Sphinx du tilleul
Mimas tiliae
Espèce
Le Sphinx du tilleul (Mimas tiliae) est une espèce de lépidoptères (papillons) appartenant à la famille des Sphingidae, à la sous-famille des Smerinthinae, à la tribu des Smerinthini et au genre Mimas.

## Description
- Aspect : couleurs et formes des dessins variables; posé, les ailes sont assez écartées.
- Envergure du mâle : 25 à 33 mm.

### Chenilles
En juillet-août, toujours isolées, pratiquement invisibles et jamais très nombreuses, les chenilles du sphinx du tilleul peuvent être repérées sous l'arbre par la présence de leurs déjections. Pour réaliser la nymphose, elles descendent au sol, souvent en se laissant tomber; à ce moment elles ont perdu leur belle couleur verte.
- Plantes-hôtes : surtout Tilia et Ulmus.

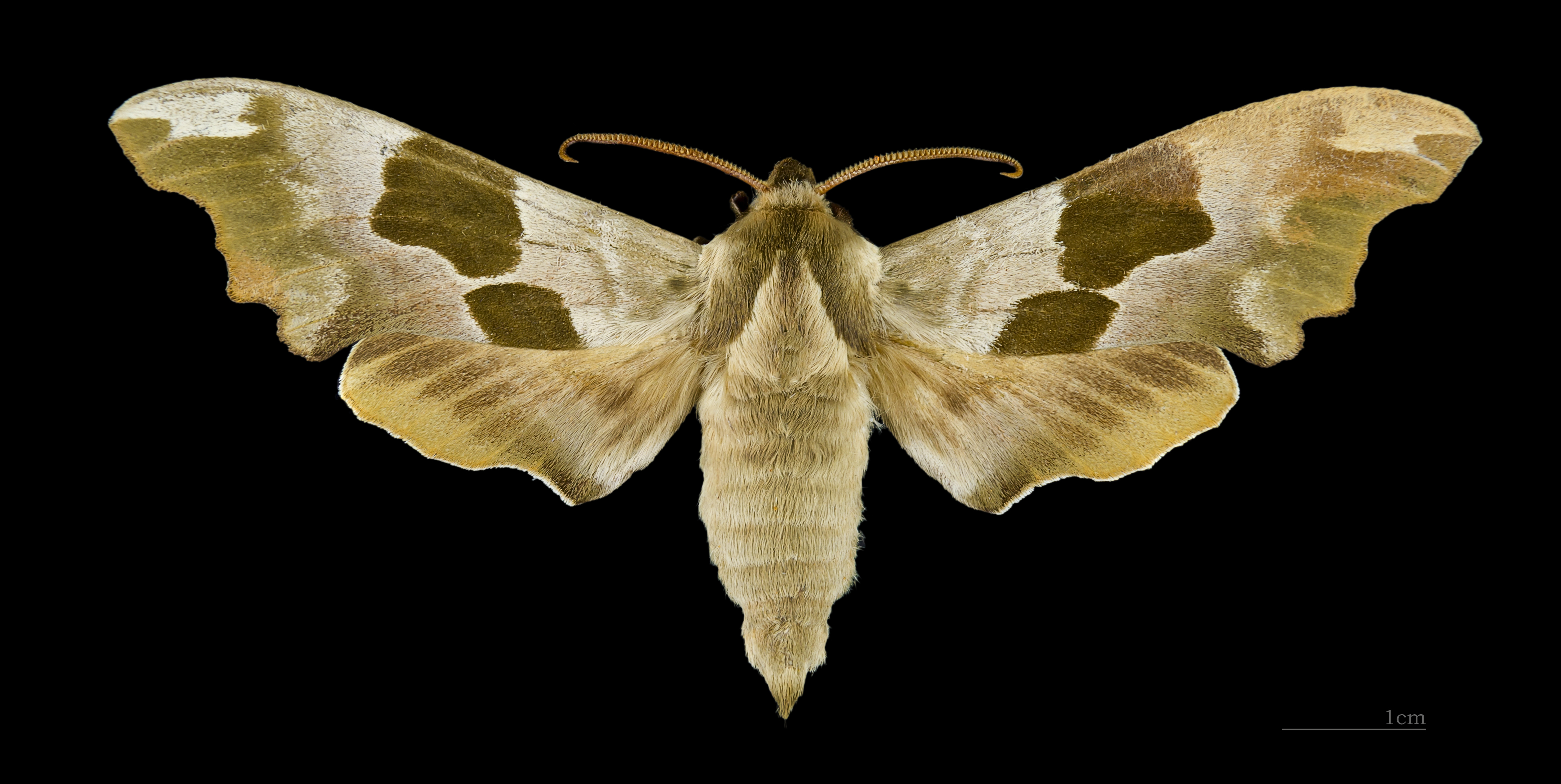
Mimas tiliae ♂ - Muséum de Toulouse
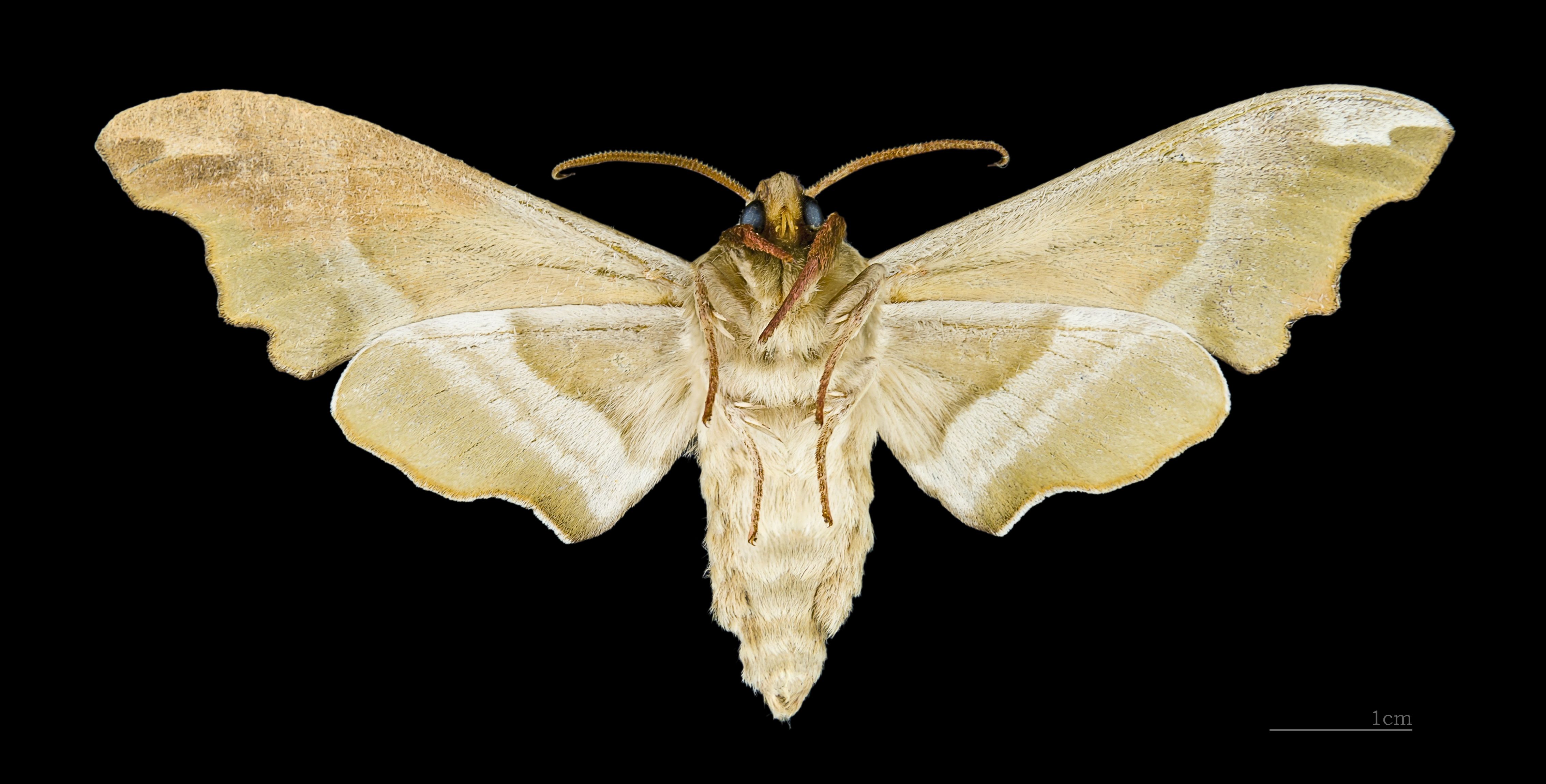
Mimas tiliae ♂ △ - Muséum de Toulouse
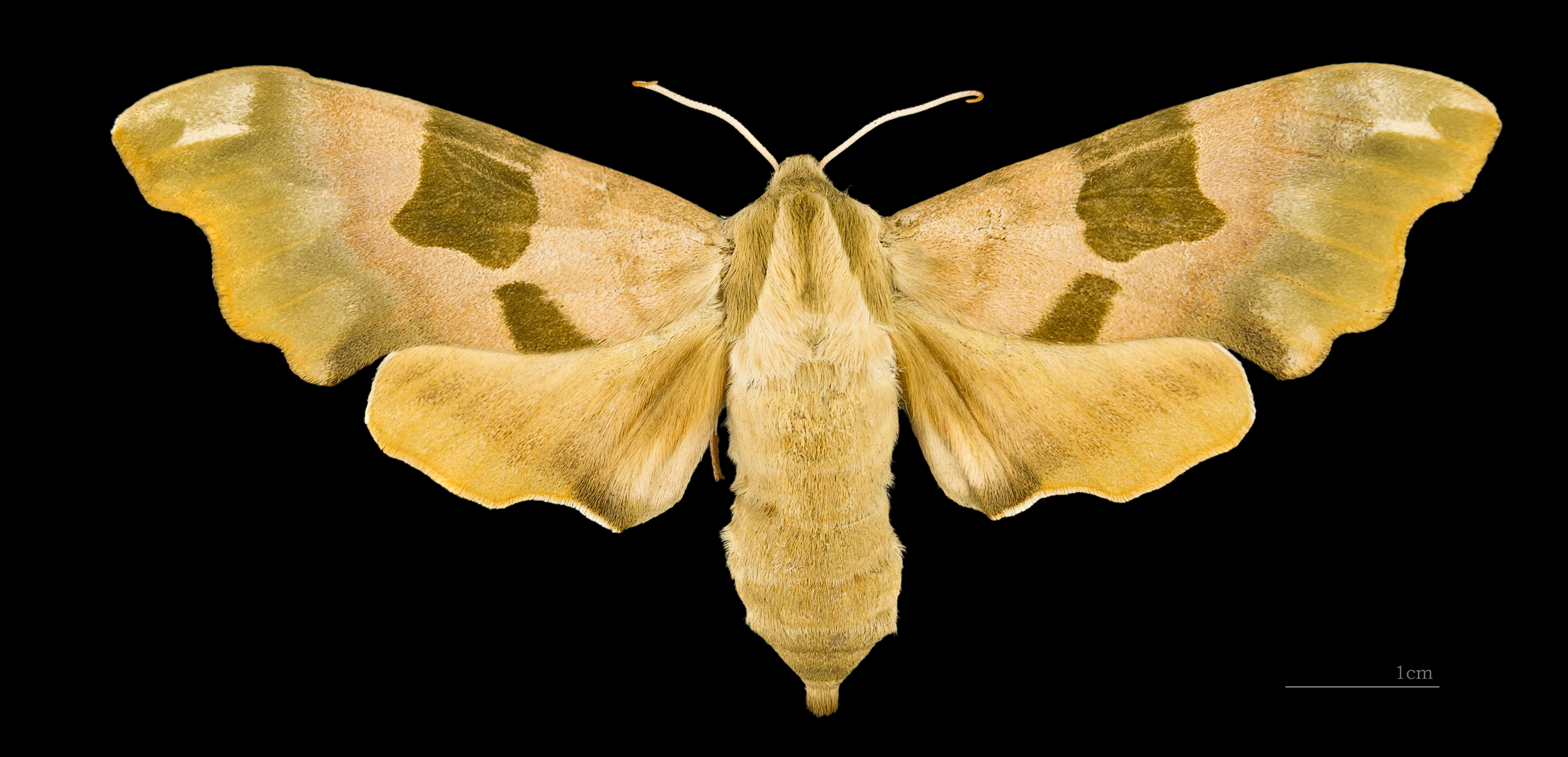
Mimas tiliae ♀ - Muséum de Toulouse
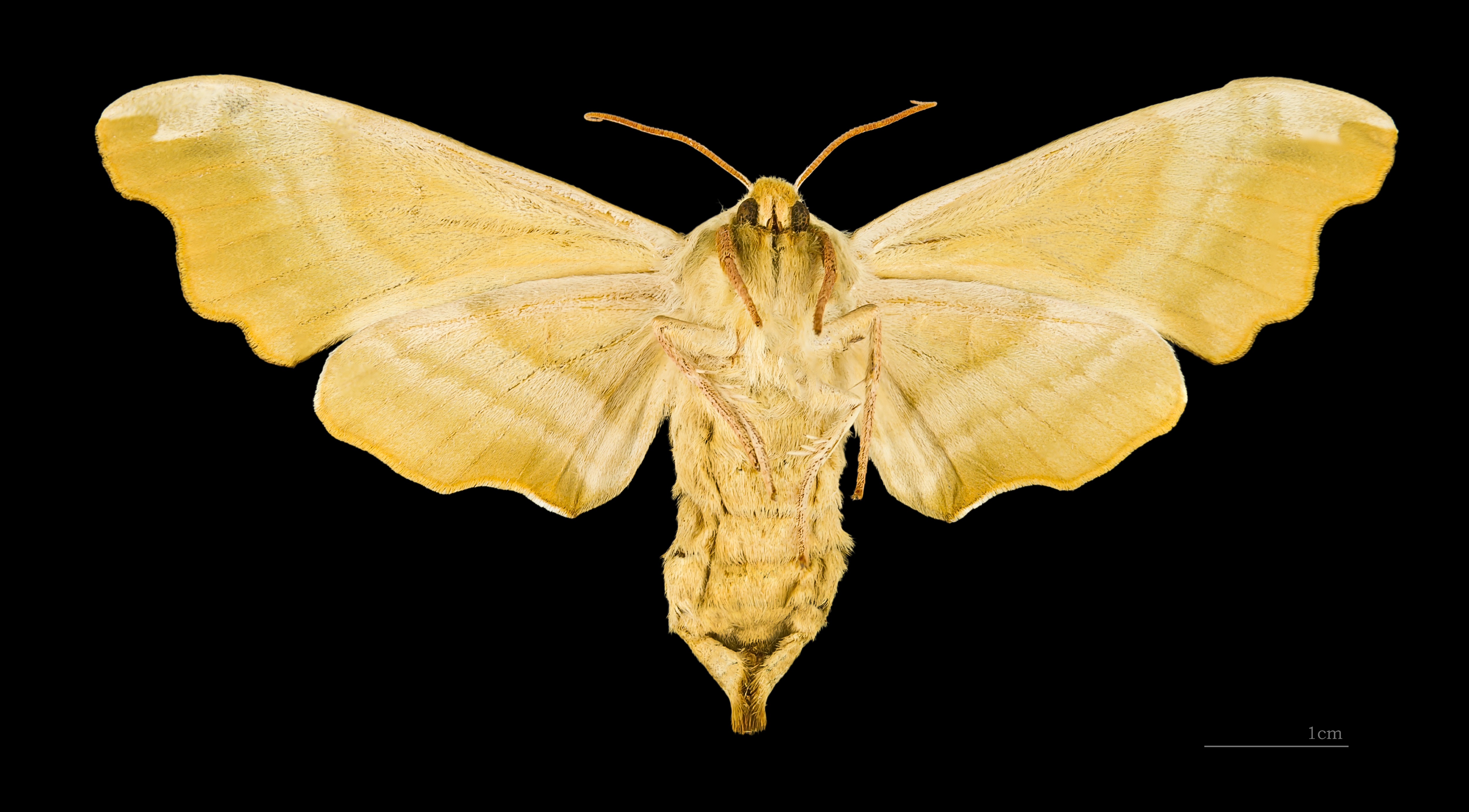
Mimas tiliae ♀ △ - Muséum de Toulouse

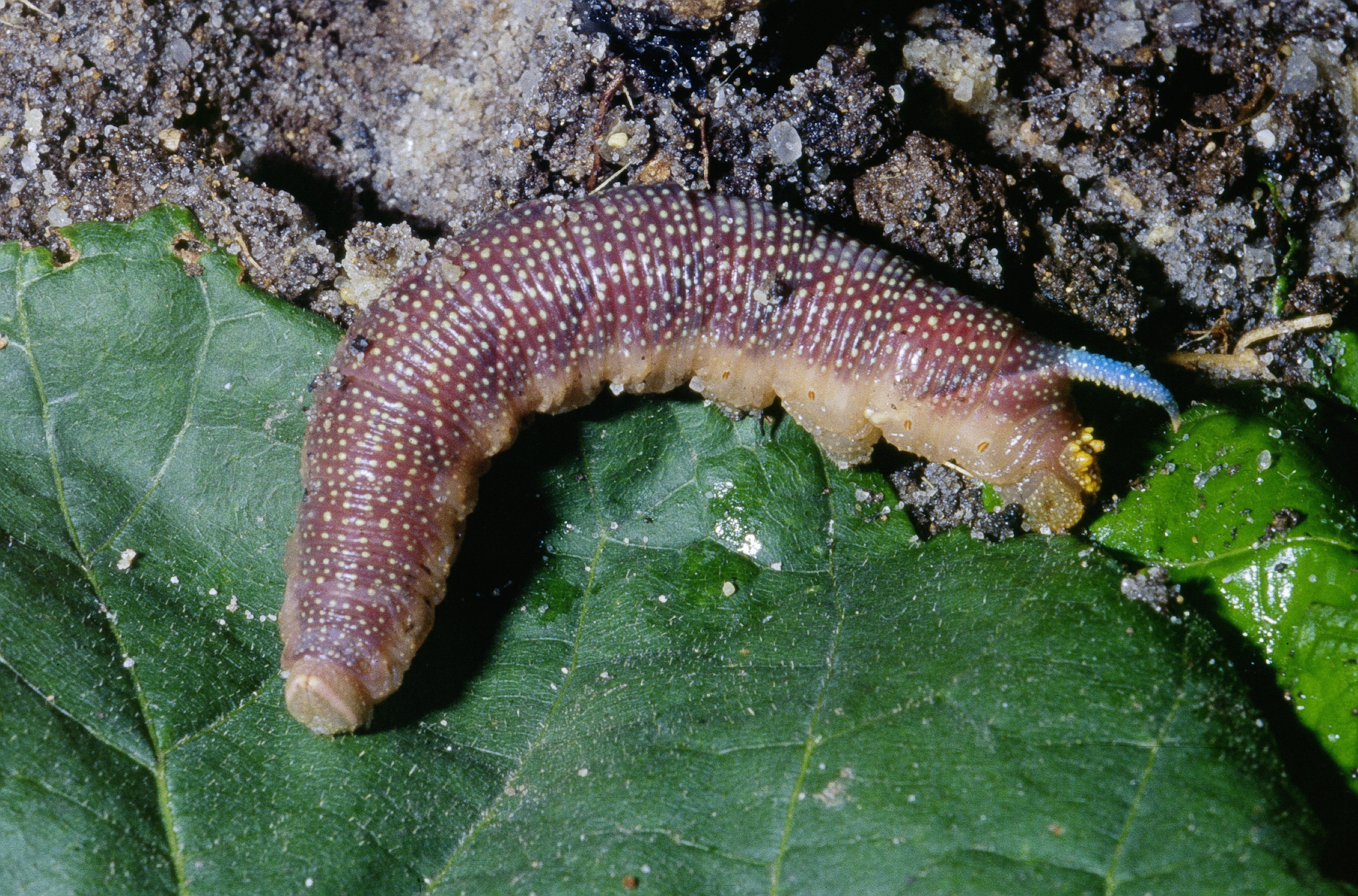
Chenille
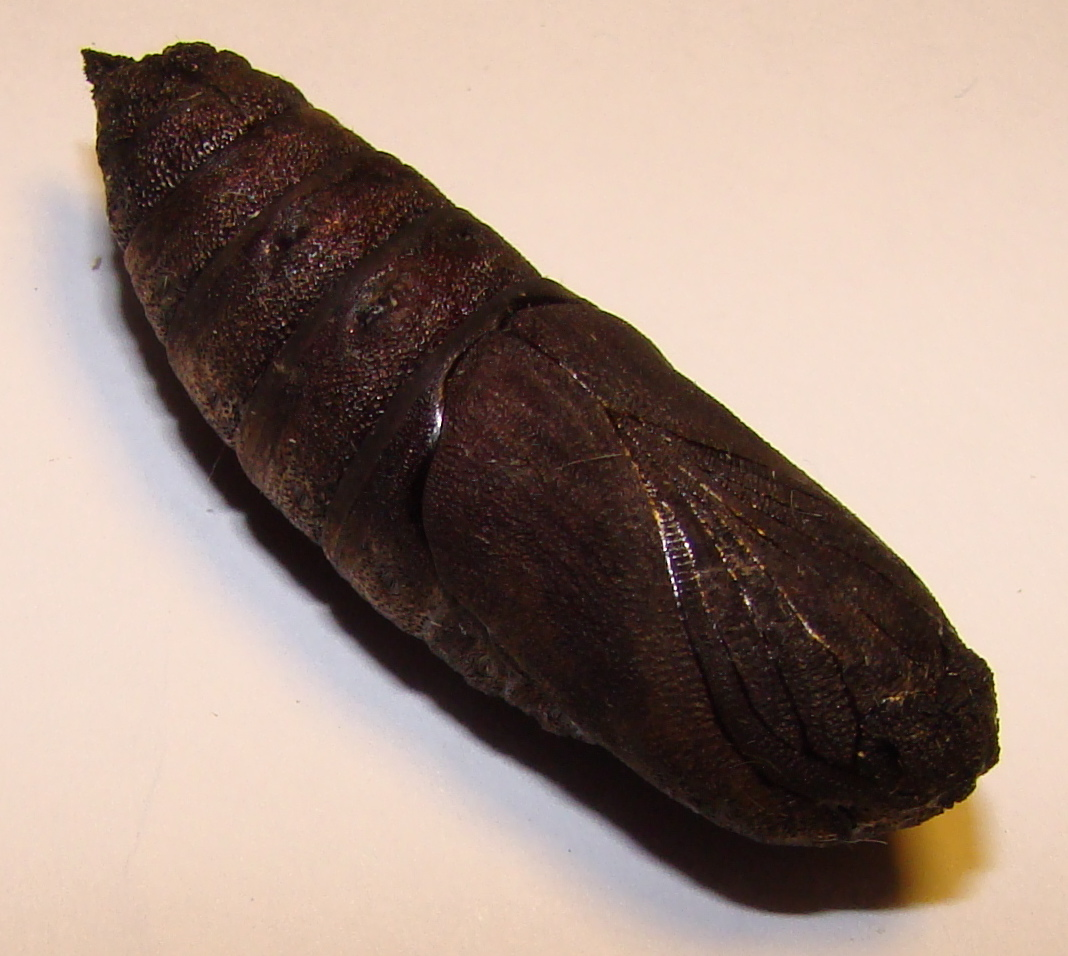
Chrysalide
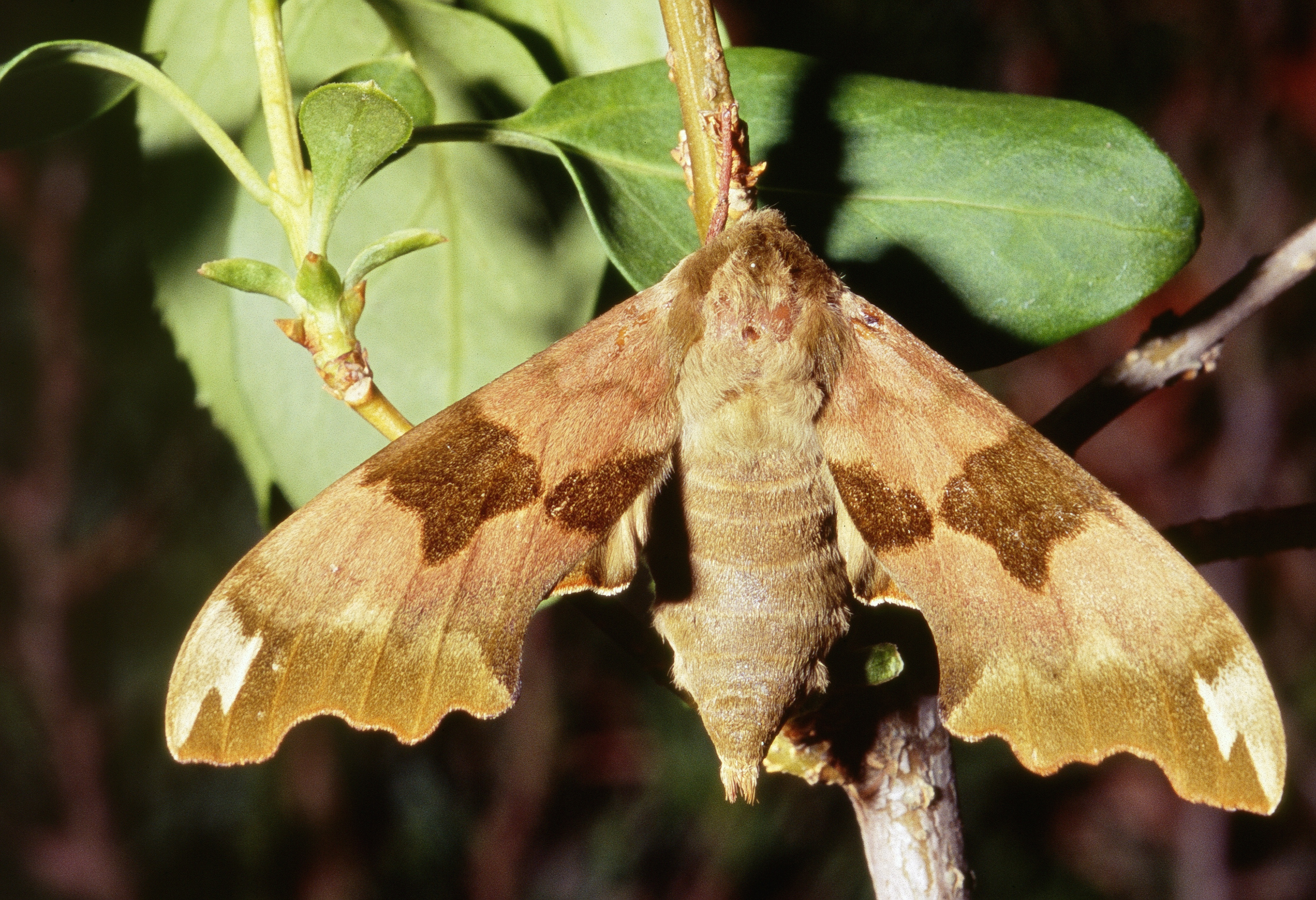
Imago
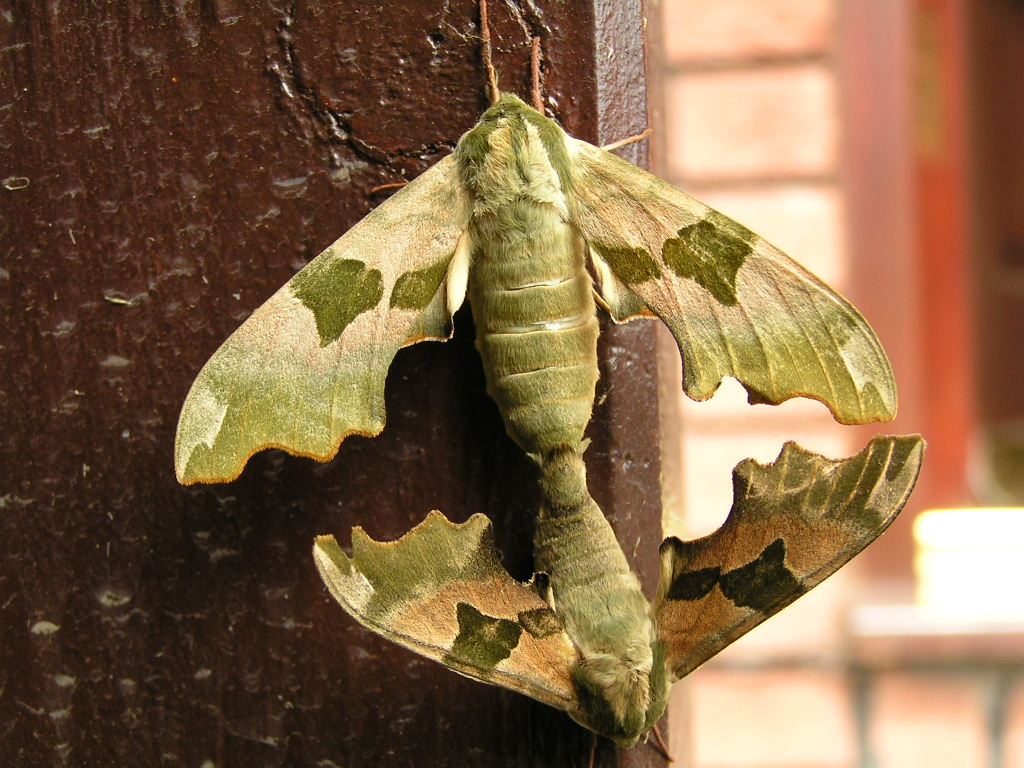
Accouplement

## Biologie
- Période de vol : d’avril à septembre en une ou deux générations.
- Rapidité : figure parmi les sphinx au vol le plus lent.
- Nutrition : les adultes ne se nourrissent pas.
- Habitat : jusqu’à 1 500 m d'altitude.

## Répartition
Régions paléarctiques.

## Systématique
L'espèce Mimas tiliae a été décrite par le naturaliste suédois Carl von Linné en 1758, sous le nom initial de Sphinx tiliae

### Synonymie
- Sphinx tiliae Linnaeus, 1758 Protonyme
- Smerinthus ulmi Heydenreich, 1851
- Smerinthus tiliae maculata (Wallengren, 1863)
- Merinthus tiliae tilioides (Holle, 1865)
- Smerinthus tiliae pechmanni Hartmann, 1879
- Mimas tiliae suffusa (Clark, 1891)
- Smerinthus tiliae bipunctata (Clark, 1891)
- Smerinthus tiliae centripuncta (Clark, 1891)
- Smerinthus tiliae costipuncta (Clark, 1891)
- Smerinthus tiliae obsoleta (Clark, 1891)
- Smerinthus tiliae brunnea Caradja, 1893
- Smerinthus tiliae brunnea Bartel, 1900
- Smerinthus tiliae immaculata Bartel, 1900
- Smerinthus tiliae ulmi Bartel, 1900
- Dilina tiliae brunnescens Staudinger, 1901
- Dilina tiliae exstincta Staudinger, 1901
- Mimas tiliae brunnea-obsoleta Tutt, 1902
- Mimas tiliae brunnea-transversa Tutt, 1902
- Mimas tiliae lutescens Tutt, 1902
- Mimas tiliae margine-puncta Tutt, 1902
- Mimas tiliae pallida-centripuncta Tutt, 1902
- Mimas tiliae pallida-costipuncta Tutt, 1902
- Mimas tiliae brunnea-centripuncta Tutt, 1902
- Mimas tiliae brunnea-costipuncta Tutt, 1902
- Mimas tiliae brunnea-marginepuncta Tutt, 1902
- Mimas tiliae pallida-marginepuncta Tutt, 1902
- Mimas tiliae pallida-obsoleta Tutt, 1902
- Mimas tiliae pallida-transversa Tutt, 1902
- Mimas tiliae semiobsoleta Tutt, 1902
- Mimas tiliae virescens-centripuncta Tutt, 1902
- Mimas tiliae virescens-maculata Tutt, 1902
- Mimas tiliae virescens-marginepuncta Tutt, 1902
- Mimas tiliae virescens-obsoleta Tutt, 1902
- Mimas tiliae virescens-transversa Tutt, 1902
- Mimas tiliae semicentripuncta Gillmer, 1905
- Mimas tiliae atroviridis Closs, 1911
- Mimas tiliae pallida Jordan, 1911
- Mimas tiliae transversa Jordan, 1911
- Mimas tiliae virescens Jordan, 1911
- Mimas tiliae viridis (Closs, 1911)
- Mimas tiliae bimaculata Gillmer, 1916
- Mimas tiliae bimarginalis Gillmer, 1916
- Mimas tiliae colon Gillmer, 1916
- Mimas tiliae constricta Gillmer, 1916
- Mimas tiliae excessiva Gillmer, 1916
- Mimas tiliae fasciata Gillmer, 1916
- Mimas tiliae inversa Gillmer, 1916
- Mimas tiliae pseudo-trimaculata Gillmer, 1916
- Mimas tiliae clara Closs, 1917
- Mimas tiliae discifera Closs, 1917
- Dilina tiliae roseotincta Schawerda, 1922
- Mimas tiliae rufobrunnea Lenz, 1925
- Mimas tiliae marginalis Mecke, 1926
- Mimas tiliae griseothoracea Cabeau, 1931
- Mimas tiliae vitrina Gehlen, 1931
- Mimas tiliae virescens-bipunctata Lempke, 1937
- Mimas tiliae diluta Cockayne, 1953
- Mimas tiliae rubra Cockayne, 1953
- Mimas tiliae montana Daniel & Wolfsberger, 1955
- Mimas tiliae postobscura (Lempke, 1959)
- Mimas tiliae pallida-maculata Lempke, 1959
- Mimas tiliae pseudobipunctata (Lempke, 1959)
- Mimas tiliae typica-bipunctata (Lempke, 1959)
- Mimas tiliae angustefasciata (Vilarrubia, 1973)
- Mimas tiliae bicolor (Vilarrubia, 1973)
- Mimas tiliae latefasciata (Vilarrubia, 1973)
- Mimas tiliae reducta (Vilarrubia, 1973)
- Mimas tiliae rufescens (Vilarrubia, 1973)